# 金子拓矢
金子 拓矢（かねこ たくや、1983年10月2日 - ）は、栃木県出身の競艇選手。登録番号4305。身長169cm。血液型AB型。95期。群馬支部所属。同期に山田哲也、岡村仁、峰竜太らがいる。妻はボートレーサーで東京支部の倉持莉々。

## 来歴
- やまと競艇学校時代、リーグ戦勝率5.10（準優出2　優出2）の成績を残した。
- 2004年11月13日、桐生競艇場でデビュー（4着）。
- 2005年4月4日、蒲郡競艇場での「第7回蒲郡ムーンライトレース」3日目1Rで初勝利（67走目）。
- 2009年1月20日、琵琶湖競艇場での「G1第23回新鋭王座決定戦競走」にG1初出場、同日4RでG1初勝利、さらに優勝戦にも進出している（優勝戦5着）。
- 2009年7月26日、尼崎競艇場での「第2回WEB競艇TV杯」で初優勝。
- 2018年2月14日、江戸川競艇場において開催された第63回関東地区選手権を制し、G1初優勝。この優勝で、浜名湖競艇場において3月16日から開催されるSG第53回総理大臣杯の出場権を獲得した。